# Wanda Nowakowska
Wanda Nowakowska (ur. 29 maja 1929 w Łodzi, zm. 29 lipca 2024 tamże) – polska historyk sztuki, profesor nauk humanistycznych nauk o sztukach pięknych o specjalności historia nowożytnego malarstwa europejskiego od renesansu do impresjonizmu.

## Życiorys
Ukończyła Liceum Humanistyczne im. Emilii Sczanieckiej w Łodzi. W 1948 roku rozpoczęła studia na Uniwersytecie Łódzkim. Tytuł magistra w zakresie estetyki uzyskała w 1952 roku na podstawie pracy Teoria wyrazu u Leonarda da Vinci (promotor: prof. Mieczysław Wallis). Podczas studiów uczęszczała na wykłady m.in. profesorów Tadeusza Kotarbińskiego, Stanisława i Marii Ossowskich oraz Stefanii Skwarczyńskiej.
Pracowała w Dziale Oświatowym Muzeum Sztuki w Łodzi (1952–1955), a następnie w latach 1956–1960 pełniła funkcję kierownika Działu Popularyzacji Wiedzy i Działu Wydawnictw w Łódzkim Towarzystwie Naukowym. Od 1959 roku wykładała historię sztuki na Wydziale Operatorskim, Reżyserskim i Aktorskim Państwowej Wyższej Szkoły Teatralnej i Filmowej w Łodzi oraz w Państwowej Wyższej Szkole Sztuk Plastycznych i Państwowej Wyższej Szkole Muzycznej w Łodzi (obecnej Akademii Muzycznej im. Grażyny i Kiejstuta Bacewiczów w Łodzi).
30 września 1965 roku na Wydziale Filozoficzno-Historycznym Uniwersytetu Łódzkiego obroniła rozprawę doktorską Koncepcja krytyki artystycznej Stanisława Witkiewicza, napisaną pod kierunkiem prof. Mieczysława Wallisa. Dysertacja została opublikowana pod tytułem Stanisław Witkiewicz – teoretyk sztuki przez Ossolineum we Wrocławiu w 1970 roku. W 1965 roku została zatrudniona na Almae Matris w Katedrze Filozofii, a w 1975 roku podjęła pracę w Zakładzie Historii Sztuki. Habilitację uzyskała na Wydziale Filozoficzno-Historycznym Uniwersytetu Jagiellońskiego 3 listopada 1983 roku na podstawie rozprawy Narodowa funkcja sztuki w polskiej krytyce artystycznej lat 1863–1890. Po upływie sześciu lat objęła stanowisko profesora nadzwyczajnego UŁ. W 2000 roku otrzymała nominację profesorską.
Od 1980 roku pełniła funkcję kierownika Zakładu, a następnie Katedry Historii Sztuki Uniwersytetu Łódzkiego. Wanda Nowakowska zorganizowała, po czterdziestu latach przerwy, studia magisterskie z historii sztuki, funkcjonujące na UŁ od 1945 roku i zlikwidowane w 1952 roku. Kierunek reaktywowano na mocy decyzji ówczesnego rektora, prof. Michała Seweryńskiego, w 1992 roku.
Należała do grona założycieli Łódzkiego Oddziału Stowarzyszenia Historyków Sztuki, w którym pełniła m.in. funkcję wiceprezesa oraz kierownika sekcji naukowej. W latach 1994–1997 była zastępcą sekretarza generalnego w Zarządzie Głównym Stowarzyszenia Historyków Sztuki.
Wanda Nowakowska była zaangażowana w powstanie w ramach Łódzkiego Towarzystwa Naukowego Wydziału VI – Sztuki i Nauk o Sztuce, stając się jego przewodniczącą. W 2005 roku otrzymała tytuł honorowego członka ŁTN. Od 1972 roku należała do Komitetu Redakcyjnego „Studiów Estetycznych”.
W badaniach naukowych podejmuje zagadnienia związane z malarstwem europejskim, sztuką polską XIX wieku, estetyką i krytyką artystyczną.

## Nagrody i odznaczenia
- Złota Odznaka Związku Nauczycielstwa Polskiego (1973).
- Złoty Krzyż Zasługi (1980).
- Złota Odznaka Uniwersytetu Łódzkiego (1986).
- Honorowa Odznaka Miasta Łodzi (1988).
- Krzyż Kawalerski Orderu Odrodzenia Polski (1990).
- Medal Jubileuszowy 50-lecia Uniwersytetu Łódzkiego (1995)[9].
- Medal Komisji Edukacji Narodowej (1997).
- Medal Merentibus Uniwersytetu Łódzkiego za wybitne zasługi dla nauki i rozwoju historii sztuki w Łodzi (2001).
- Honorowy członek Łódzkiego Towarzystwa Naukowego (2005)[8].
- Honorowy Członek Stowarzyszenia Historyków Sztuki (2006).
- Medal Łódzkiego Towarzystwa Naukowego (2007)[10].
- Medal Universitas Lodziensis Merentibus za szczególne zasługi dla Uniwersytetu Łódzkiego (2014)[4].

## Publikacje
Monografie

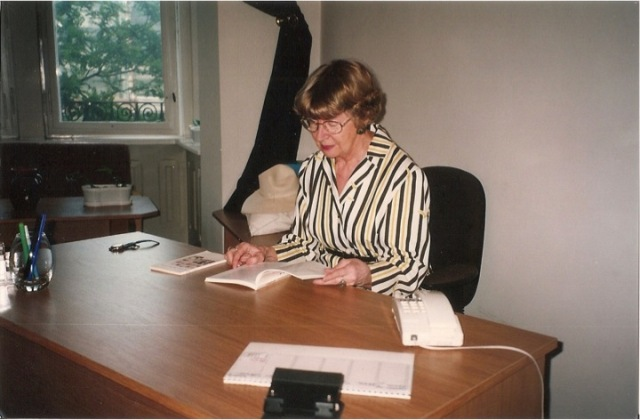
Prof. Wanda Nowakowska

- Stanisław Witkiewicz – teoretyk sztuki, Ossolineum, Wrocław 1970.
- Stanisław Witkiewicz o sztuce, krytyce artystycznej, stylu zakopiańskim, wybitnych twórcach, sprawach narodowych i społecznych, Ossolineum, Wrocław 1972.
- Narodowa funkcja sztuki w polskiej krytyce artystycznej 1863-1890, Wydawnictwo Uniwersytetu Łódzkiego, Łódź 1981.
- Słownik malarzy europejskich od renesansu do impresjonizmu, Wydawnictwo Uniwersytetu Łódzkiego, Łódź 1998.
- Wieczna Ewa. Wizerunek kobiety w malarstwie zachodnioeuropejskim od renesansu do impresjonizmu, Wydawnictwo Literatura, Łódź 1999.
- Profesor Mieczysław Wallis, „Sylwetki łódzkich uczonych”, z. 59, Łódzkie Towarzystwo Naukowe, Łódź 2001.